# BLU-82 Commando Vault
Bei der BLU-82B, auch genannt Commando Vault oder Daisy Cutter (englisch für „Gänseblümchenschneider“), handelt es sich um eine der stärksten konventionellen Fliegerbomben der Welt. Sie hat eine Länge von 3,35 Metern und einen Durchmesser von 1,37 Metern. An der zum Boden gerichteten Seite befindet sich ein 96 Zentimeter langer stabförmiger Aufschlagzünder. Das Gewicht beträgt 6803 Kilogramm, wovon 5715 Kilogramm auf die Sprengladung aus dem Emulsionssprengstoff GSX (Gelled Slurry eXplosive; dt. etwa „gelierter schlammartiger Sprengstoff“) entfallen. Dieser Sprengstoff ist eine Mischung aus Ammoniumnitrat und Aluminiumpulver, die durch Zusätze von Wasser und Polystyrol als Verdickungsmittel eine schlammartige Konsistenz aufweist und sehr sicher zu handhaben ist. Die Stückkosten werden auf rund 20.000 Euro beziffert.
Aufgrund ihrer enormen Größe kann diese Bombe nur von Transportflugzeugen des Typs Lockheed C-130 Hercules in der Ausführung MC-130 Combat Talon abgeworfen werden. Weil diese Transportflugzeuge im Vergleich zu Bombern ohne vorherige Absicherung der Abwurfzone relativ verwundbar sind, ist ihr offensiver Einsatz in frühen Phasen von bewaffneten Konflikten ohne Luftüberlegenheit nur eingeschränkt möglich.

## Geschichte
Die BLU-82B wurde von den USA in den frühen 1960er-Jahren entwickelt, um in Waldgebieten Lichtungen für Hubschrauberlandeplätze und für Artilleriestellungen zu schaffen, wie sie zur damaligen Zeit vor allem im Krieg in Vietnam und in Laos benötigt wurden. Zu dieser Zeit war sie bekannt als „Commando Vault“ oder „Big Blue 82“. Während des Zweiten Golfkriegs wurde sie teilweise mit Erfolg eingesetzt, um Minenfelder zur Detonation zu bringen oder Führungsstellen auszuschalten.
Am 15. Juli 2008 wurde die letzte operationelle Bombe dieses Typs auf der Utah Test and Training Range abgeworfen.

## Wirkung

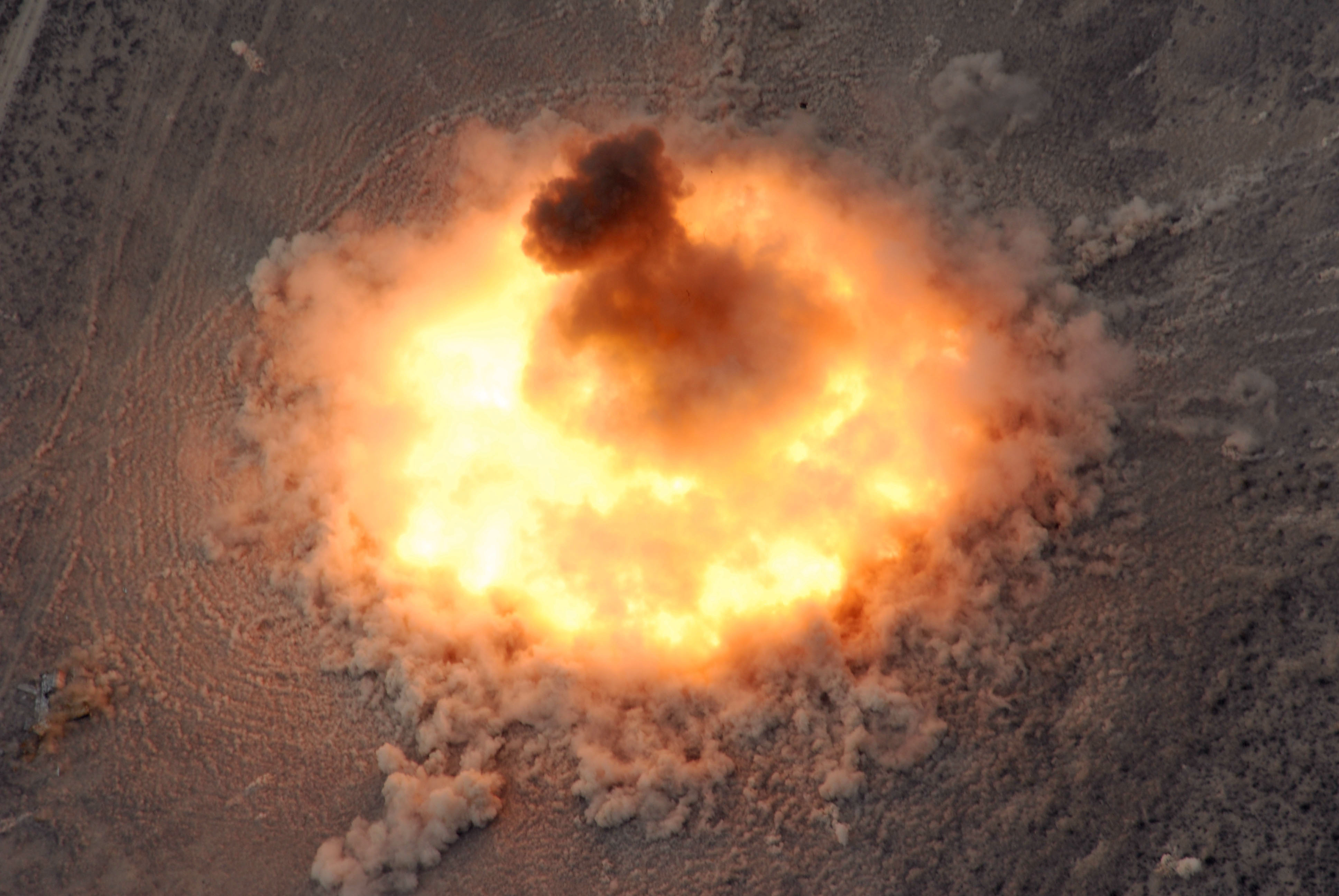
BLU-82 bei einem Testabwurf auf der Utah Test and Training Range

Ursprünglich wurde angenommen, dass es sich bei dieser Bombe um eine Aerosolbombe – auch Vakuumbombe genannt (engl. fuel air explosive, FAE) – handeln würde. Allerdings wäre dieses Konzept für den ursprünglichen Einsatzzweck dieses Waffensystems, das Schaffen von benutzbaren Lichtungen in Wäldern, denkbar ungeeignet, und eine einigermaßen gleichmäßige Verteilung einer so großen Sprengstoffmenge als Aerosol wäre selbst unter Idealbedingungen (Windstille) extrem schwierig. Trotzdem wird die BLU-82B in zahlreichen Medienberichten noch immer fälschlicherweise als Aerosolbombe bezeichnet.
Die Fliegerbombe wird wegen der Druckwelle der Explosion aus mindestens 1800 Metern Höhe abgeworfen und detoniert wegen ihres abstehenden Zünders kurz vor dem Aufschlag. Da sie über keinerlei Steuerflächen verfügt, wird zur Stabilisation während des Abwurfs ein kleiner Fallschirm verwendet.
Die bei der Detonation entstehende Druckwelle drückt sämtliche Vegetation und Lebewesen beiseite und hinterlässt so gut wie keinen Krater. Am Nullpunkt der Explosion erzeugt die Bombe einen Druck von ungefähr 1000 psi (entsprechend 70.000 hPa oder 70 bar). Auf flachem Boden hat die resultierende Druckwelle eine wirksame Reichweite von 100 bis 200 Metern (Druckstoß größer als 150 bis 350 hPa), natürliche oder künstliche Hindernisse können sie jedoch stark senken. Neben der Druckwelle hat die Bombe jedoch kaum eine Wirkung; auch gegen gepanzerte oder eingegrabene Ziele ist sie nur bedingt effektiv.
Berichte darüber, dass die Daisy Cutter den Luftsauerstoff in der Umgebung des Explosionspunktes aufsauge, sind nicht zutreffend, da der Sprengstoff der Bombe bereits das für die Explosion nötige Oxidationsmittel enthält. Auch für eine extreme Hitzewirkung bei der Explosion gibt es keine Anhaltspunkte, wahrscheinlich sind beide Theorien auf Verwechslungen mit Aerosolbomben zurückzuführen.

## Einsätze
Der erste Einsatz der Bombe wurde am 22. März 1970 im nordöstlichen Laos durchgeführt. Während des Mayaguez-Zwischenfalles 1975 wurde eine BLU-82 eingesetzt.
Weiter wurde die BLU-82 im Jahr 2003 während des Irakkriegs eingesetzt.
Im Dezember 2001 wurde die Bombe von den US-amerikanischen Streitkräften in Afghanistan in der Schlacht um Tora Bora eingesetzt, nachdem über eine angebliche Sichtung ranghoher Mitglieder des Terrornetzwerks al-Qaida, unter ihnen Osama bin Laden, berichtet wurde. Der Einsatz führte jedoch nicht zur Tötung Osama Bin Ladens.